# Jorge Martín
Jorge Martín (ur. 29 stycznia 1998 w Madrycie) – hiszpański motocyklista startujący obecnie w Motocyklowych mistrzostwach świata w klasie MotoGP. Mistrz tej serii w sezonie 2024. W roku 2014 wygrał Red Bull Rookies Cup. Po zdobyciu tytułu mistrzowskiego w 2024, dołączył do ekipy Aprilla Racing Team, której barwy reprezentować będzie w 2025 roku. 

## Statystyki

### Sezony
| Sezon | Klasa | Motocykl | Wyścigi | Wygrane | Podia | PP | NO | Pkt. | Poz. |
| ----- | ----- | -------- | ------- | ------- | ----- | -- | -- | ---- | ---- |
| 2015  | Moto3 | Mahindra | 18      | 0       | 0     | 0  | 0  | 45   | 17   |
| 2016  | Moto3 | Mahindra | 5       | 0       | 0     | 0  | 0  | 8*   | 21*  |
| RAZEM |       |          | 23      | 0       | 0     | 0  | 0  | 53   |      |

* – sezon w trakcie

### Starty
| Sezon | Klasa | Motocykl | 1      | 2      | 3      | 4      | 5      | 6      | 7      | 8      | 9      | 10     | 11     | 12     | 13     | 14    | 15     | 16     | 17     | 18     | Poz. | Pkt. |
| ----- | ----- | -------- | ------ | ------ | ------ | ------ | ------ | ------ | ------ | ------ | ------ | ------ | ------ | ------ | ------ | ----- | ------ | ------ | ------ | ------ | ---- | ---- |
| 2015  | Moto3 | Mahindra | QAT 15 | AME NU | ARG 22 | SPA 14 | FRA NU | ITA 17 | CAT 11 | NED 18 | GER 12 | IND 10 | CZE 11 | GBR NU | RSM 15 | ARA 7 | JPN 11 | AUS 15 | MAL 12 | VAL 14 | 17   | 45   |
| 2016  | Moto3 | Mahindra | QAT NU | ARG 8  | AME NU | ESP NU | FRA 18 | ITA    | CAT    | NED    | GER    | AUT    | CZE    | GBR    | SMR    | ARA   | JPN    | MAL    | AUS    | VAL    | 21*  | 8*   |

* – sezon w trakcie